# 大薩特科沃湖
58°02′46″N 65°51′38″E / 58.046221°N 65.860631°E
大薩特科沃湖（俄语：Большое Сатыково），是俄羅斯的湖泊，位於該國中西部斯維爾德洛夫斯克州，處於塔夫達以東31公里，面積13.2平方公里，海拔高度54.9米，集水區面積220平方公里。